# Barrage de la Jourdanie
Le barrage de la Jourdanie est un barrage français du Massif central, situé sur le Tarn dans le département de l'Aveyron, en région Occitanie.

## Localisation
Le barrage de la Jourdanie se situe à l'aval du barrage du Truel, dans les Raspes du Tarn, sur la commune de Broquiès, dans le sud du département de l'Aveyron.

## Histoire
Ce barrage a été édifié entre 1929 et 1932 et mis en service en 1932 pour produire de l'énergie hydroélectrique.
Son exploitation, assurée par EDF, dépend de la concession de l'« aménagement hydroélectrique du Pouget » qui arrive à expiration en 2027.

## Caractéristiques

Carte du complexe hydroélectrique du Lévézou, avec la Jourdanie en bas à gauche.

Le barrage de la Jourdanie est un barrage mobile établi sur le cours du Tarn à 256 mètres d'altitude. D'une hauteur de 16,75 m, sa longueur en crête est de 73,5 m. Un article de 1932 écrit avant sa mise en service indique que sa centrale hydroélectrique devrait produire annuellement quarante millions de kWh et que cette centrale doit être reliée à celle de Pinet par une ligne haute tension de 60 000 volts.
Le barrage de la Jourdanie est l'un des neuf barrages de l'« aménagement hydroélectrique du Pouget » qui comporte six centrales électriques et qui produit annuellement 540 000 MWh, correspondant à la consommation de 220 000 habitants.

## Retenue
À une altitude de 263 mètres, sa retenue est longue de près de sept kilomètres et s'étend sur 74 hectares. Située dans des gorges resserrées appelées raspes, sa largeur n'excède pas 130 mètres.
La retenue draine un bassin versant de 3 161 km2 et baigne la commune où est érigé le barrage, Broquiès, ainsi que trois autres en amont : Le Truel, Villefranche-de-Panat, et marginalement Saint-Victor-et-Melvieu. En dehors du Tarn, elle est également alimentée par une dizaine de ruisseaux, parmi lesquels ceux des Escudelles, de Genève, de Lascombes (ou de las Combes), des Rives, de Saint-Amans et de Saint-Cyrice.
Le volume total de la retenue est de 5,3 millions de mètres cubes.

## Photothèque

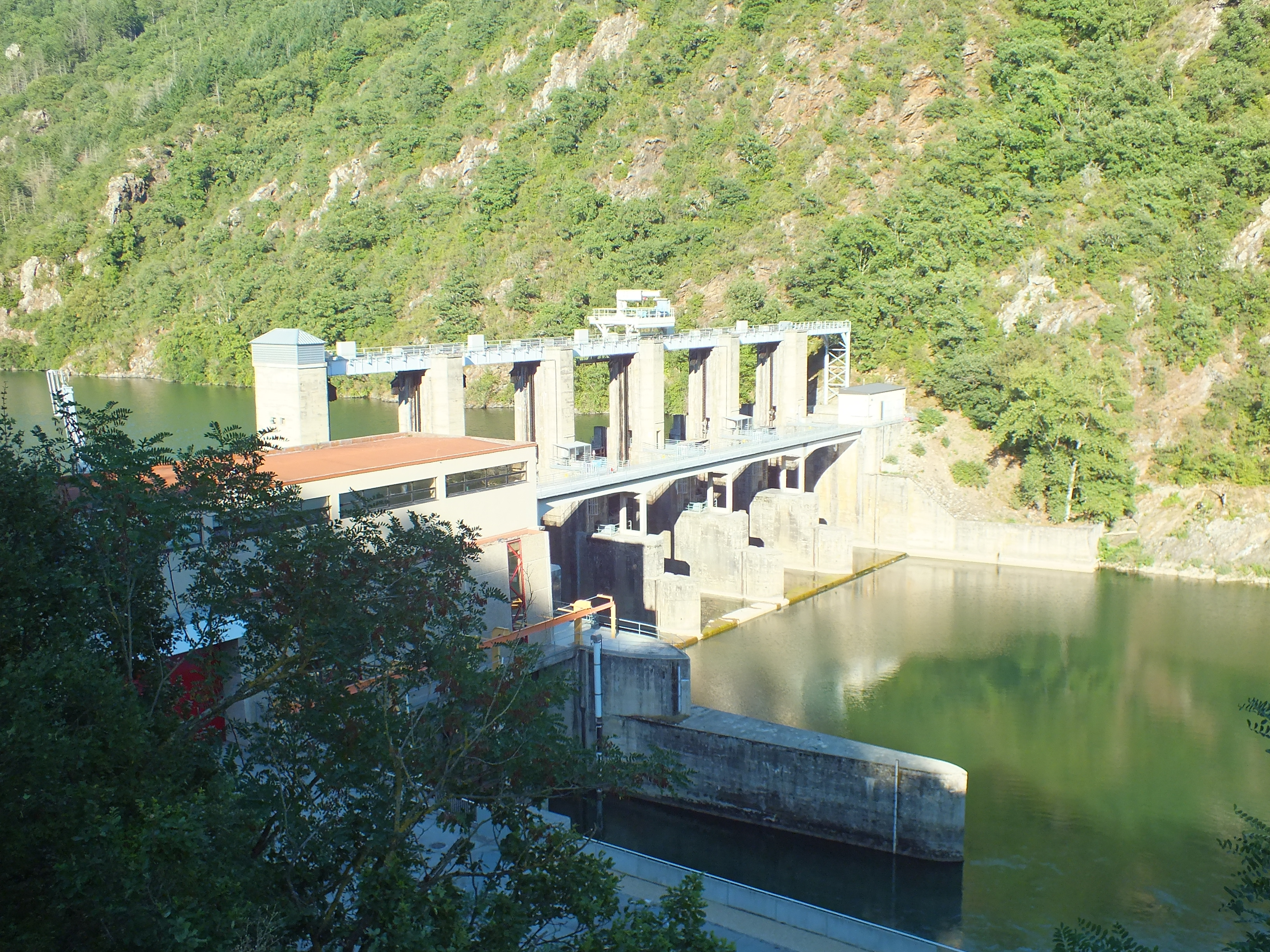
Le barrage vu depuis l'aval.
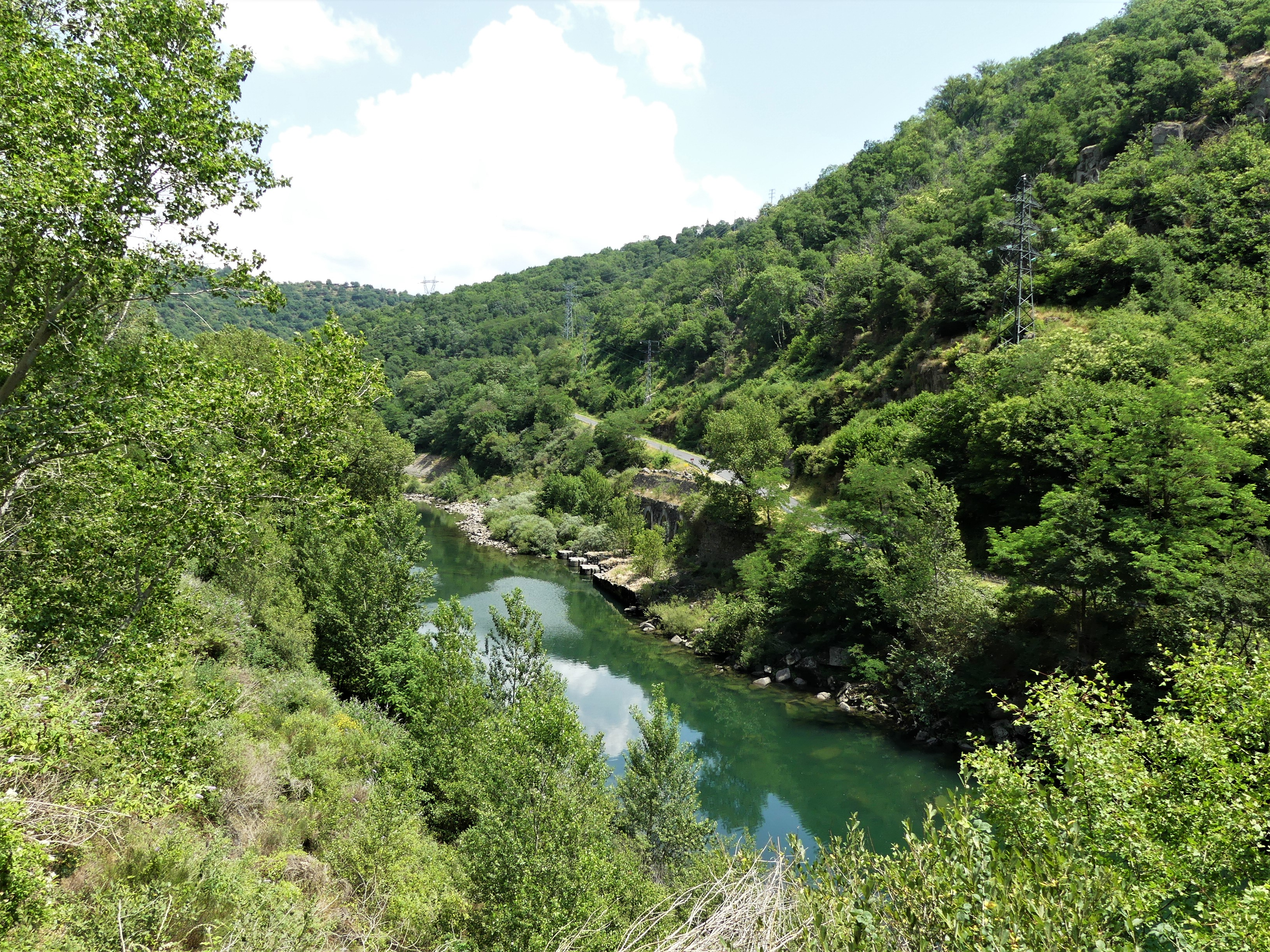
La partie supérieure de la retenue de la Jourdanie au Truel, en aval du barrage du Truel.
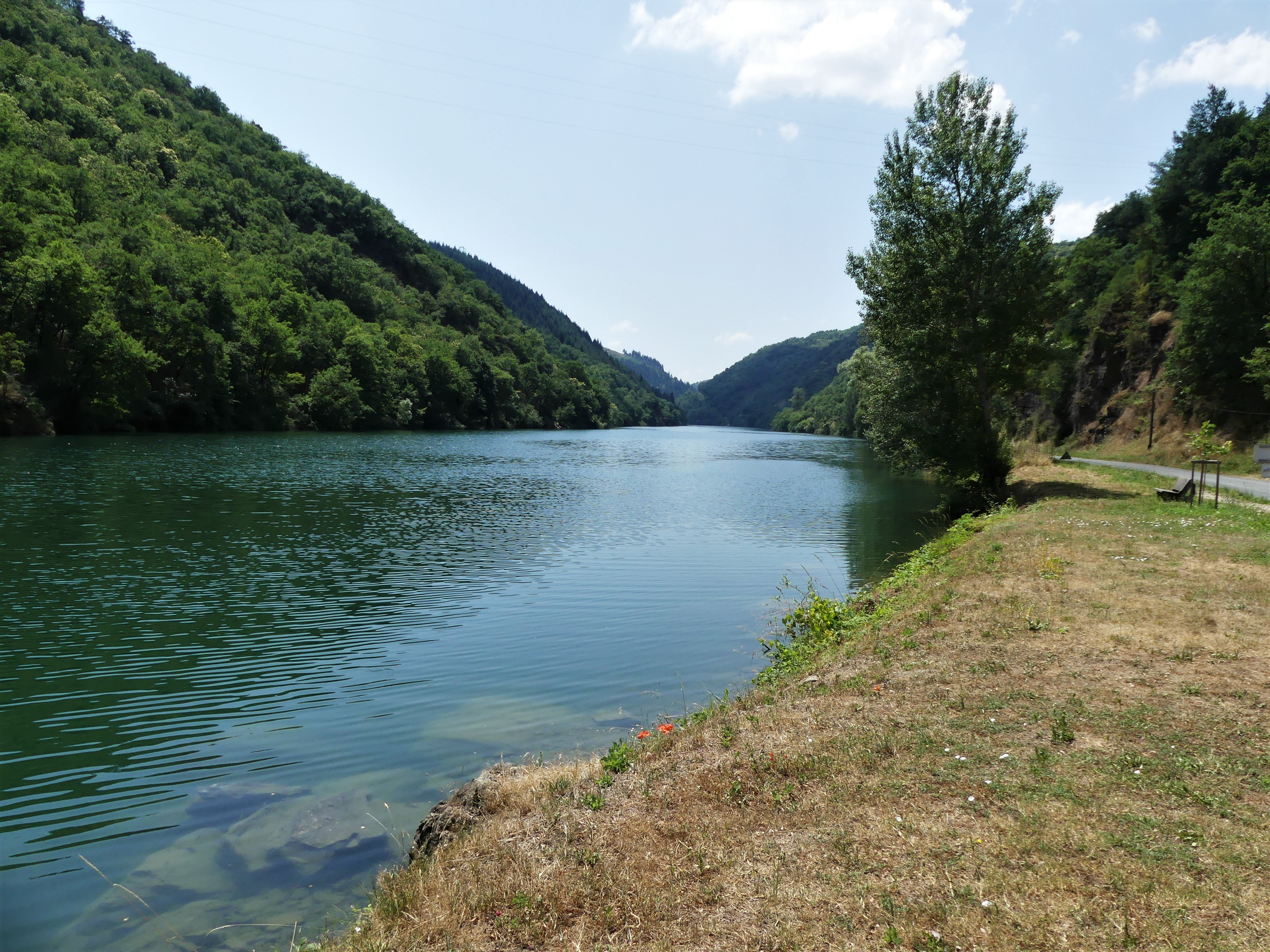
La retenue de la Jourdanie au bourg du Truel.